# Metazygia silvestris
Metazygia silvestris là một loài nhện trong họ Araneidae.
Loài này thuộc chi Metazygia. Metazygia silvestris được Elizabeth Bangs Bryant miêu tả năm 1942.